# Trimorus kateae
Trimorus kateae is een vliesvleugelig insect uit de familie van de Scelionidae. De wetenschappelijke naam van de soort is voor het eerst geldig gepubliceerd in 1998 door Megyaszai.